# Франсафрика
Франсафрика (фр. Françafrique) — сфера влияния Франции над своими бывшими колониями (а также, в меньшей степени, бывшими владениями Бельгии и Испании) в Африке. Термин произошел от выражения France-Afrique, которое использовал первый президент Кот-д’Ивуара Феликс Уфуэ-Буаньи в 1955 году для описания тесных связей своей страны с Францией. В 1998 году автор Франсуа-Ксавье Вершав в своей одноимённой книге (Françafrique) использовал этот термин уже критически — как проявление неоколониализма. 
Система неформального влияния бывшей метрополии сформировалась после демонтажа колониальной системы в 1960-х годах. По результатам двухсторонних договоров Франция получала эксклюзивное право как на разработку африканских недр, так и на местные рынки сбыта. Во главе независимых африканских государств встали авторитарные лидеры профранцузской ориентации (к таковым относили габонского правителя Омара Бонго). В качестве валюты на подконтрольных территориях сохранялся французский Франк КФА, либо приравненная к нему местная валюта.
Механизм Франсафрики строился на подкупе африканских лидеров, засылке наёмников (Боб Денар) в обмен на льготные условия разработки полезных ископаемых такими компаниями, как «Total» (бывш. Elf). Немалую роль в сохранении влияния Парижа играли высшие учебные заведения Франции, где обучались представители африканской элиты и интеллигенции.
После конца «Холодной войны» позиции Франсафрики были подорваны после свержения профранцузских авторитарных режимов Мобуту в Заире и Хабиаримана в Руанде. Несмотря на то, что президент Франции Франсуа Олланд в 2012 году заявил о конце Франсафрики, тем не менее с этим проектом связывали военную интервенцию Франции в Мали (2013) и интервенцию в Центральноафриканскую республику (2013).
Также в прессе просочились сведения, что профранцузские африканские диктаторы (Конго, Сенегал, Буркина-Фасо, Габон, Кот-д’Ивуар) отчисляли самую настоящую дань французским президентам. С расширением проекта Франсафрика связывалось и участие Франции в свержении Муаммара Каддафи (2011).
Основными конкурентами Франсафрики являются Китай и США.
В феврале 2022 года Франция и Буркина-Фасо официально отметили окончание французских военных операций в западноафриканской стране. Было отмечено, что уход военных последовал за резким ухудшением отношений, в том числе с требованием к Франции отозвать своего посла. В Буркина-Фасо в 2021 усилились протесты противников французского военного присутствия. Некоторые протестующие несли российские флаги, Буркина Фасо обвиняли в сотрудничестве с ЧВК «Вагнер». Подчеркивалось также, что в 2021 году Франция вывела свои войска из Мали после того, как страна начала работать с российскими военными подрядчиками. Эмманюэль Макрон охарактеризовал влияние России в африканских странах как хищническое, в связи с ослаблением влияния Франции в бывших колониях.
6 июня 2023 года Франция хочет оставаться «актуальным партнером» в Африке, несмотря на «антифранцузскую риторику», заявила министр иностранных дел Катрин Колонна, представляя Сенату внешнюю политику страны в Африке.
24 сентября президент Франции Эммануэль Макрон заявил, что страна выведет свои вооруженные силы из войска из Нигера к концу 2023 года. Франция отказалась признать законным правительство, пришедшее к власти в результате переворота в июле 2023 года, Вывод войск стал новым знаком снижения французского влияния в Африке. Французские войска были выведены из Мали, Нигера, Буркина-Фасо и Центральноафриканской республики.

## Французские военные базы в Африке
- Джибути (ВМС и ВМФ): 3 тыс. солдат[13] (по другим данным 1,5 тыс. солдат, 1 армейский полк смешанного состава из 2 разведывательных эскадрилий, 2 пехотных рот, 1 артиллерийской батареи и 1 инженерной роты; 1 вертолетный отряд с 4 SA330 Puma и 3 SA342 Gazelle; 1 средний десантный корабль; 1 истребительно-штурмовая эскадрилья с 4 Mirage 2000-5; 1 поисково-спасательная транспортная эскадрилья с 1 CN235M и 3 SA330 Puma[14]).
- Габон (Либревиль)[15] (350 солдат, 1 пехотный батальон[14]).
- Сенегал (Дакар): 1,2 тыс. солдат (по другим данным 400 солдат, 1 Falcon 50MI[14]).
- Кот-д'Ивуар (Абиджан)[16] (900 солдат, 1 пехотный батальон, 1 (армейский) вертолетный отряд с 2 SA330 Пума; 2 СА342 Газель; 1 вертолетный отряд (ВВС) с 1 AS555 Фенек[англ.][14]).
- Чад (Абеч)[17][18] (1,5 тыс. солдат, 1 механизированная пехотная боевая группа, 1 отряд истребителей-штурмовиков с 3 Mirage 2000D, 1 отряд заправщиков и транспортников с 1 A330 MRTT; 1 C-130H и 2 CN235M[14]).

С 2022 года Франция начала вывод войск из Африки (подробнее Вывод французских войск из Западной Африки (2022-настоящее время).
По состоянию на 21 июня 2024 года было анонсировано сокращение французского воинского контингента в Африке с 3,8 тысячи до 2,1 тысячи солдат: 1,5 тысячи солдат в Джибути, 300 солдат в Чаде и по 100 солдат в Сенегале, Кот-д’Ивуаре и Габоне.
По данным на январь 2025 года Франция выводит войска из Чада, Сенегала и Кот-д’Ивуара, оставляя в Африке только 1 500 солдат в Джибути и 350 солдат в Габоне.

## Заморские департаменты Франциив Африке
- Реюньон
- Майотта

Всего в обоих указанных департаментах базируется 1,75 тыс. солдат, в том числе 1 парашютно-десантный полк, 1 пехотная рота, 1 зенитный полк, 1 зенитная рота, 2 фрегата с ангаром, 1 морской патрульный катер, 1 средний десантный корабль, 1 штаб военно-морского флота в Pointe des Galets (Реюньон), 1 военно-морская база в Дзаудзи (Майотта), 1 Falcon 50M, 1 поисково-спасательная транспортная эскадрилья с 2 CN235M, 5 рот жандармерии, 1 SA319 Alouette III.